# Черепанов, Ростислав Фёдорович
Ростислав Федорович Черепанов (10 июня 1925, село Мельничное Любинского района Омской области — 19 апреля 2019, Омск) — советский и российский художник, живописец.
Отец — Федор Павлович Черепанов, мать — Мария Ивановна. Жена Г. А. Ильвес, дочери: Мария, Ярослава и (приемная) Лилия.
Мотивы: пейзаж, старинная русская храмовая архитектура, натюрморт.

## Биография
1934—1941 гг.— учился в средней школе, посещал кружок рисования в Доме пионеров; первое участие на детской художественной выставке. Был награждён почетной грамотой за акварели и скульптурные работы.
1941—1945 гг. — работал на военном заводе, награждён медалью «За доблестный труд в Великой Отечественной войне 1941—1945 гг.»".
1943—1947 гг. — учился в вечерней школе рабочей молодёжи, в изостудии у Б. Дейкина и А. Н. Либерова.
1947—1953 гг. — учился в Республиканском художественном училище им. П. П. Бенькова, г. Ташкент. Дипломную картину «Нефтепровод» защитил с оценкой «отлично».
1953—1959 гг. — работал в художественных мастерских Уз. ССР.
1957 г. — принят в члены Союза Художников СССР.
1959 г. — преехал в Омск.
1962—1968 гг. — преподавал на худграфе Омского пединститута.
В 90-х гг. продолжал работать в жанре натюрморта.
В 2011 году включён в Книгу Почёта деятелей культуры города Омска.
Умер 19 апреля 2019 года. Похоронен на Старо-Северном мемориальном кладбище Омска.

## Творческие поездки
Самарканд (1950-е, 1964), Алмалык, Керчь, Ялта, Гурзуф, Баку, работал над серией «Морские пейзажи» (1950-е гг.); Омская область (1959, 1965), вместе с В. В. Кукуйцевым, В. Н. Беловым, Е. А. Куприяновым (1969); Русская поляна, работал над картинами «Целина оживает», «Омский элеватор» (1960-63); по Оби и Иртышу: Салехард, Тобольск, Ханты-Мансийск, Березово, работал над картиной «У рыбзавода» (1963); по реке Каме вместе с К. П. Беловым и С. К. Беловым: Пермь, Соликамск, Чердынь, работал над картиной «Лесосплав» (1964); Северный Казахстан (1965); Сибирь, Хакасия, Тува (1967); Загорск, Торжок, Углич (1968); Псков, Новгород (1970); Усть-Ишим, работал над серией «Ханты охотники» (1978)

## Творческие дачи
Творческая дача «Озеро Сенеж», работал над серией «Русский пейзаж»; Творческая дача «Хоста», работал над картиной «В доке» (1950-е); «Дача Кардовского», работал над сериями «Русские памятники», «Ростов Великий», «Переяславль-Залесский», «Борисоглебск» (1960—1963); Творческая дача «Старая Ладога» (1970, 1979, 1983); Академическая дача (1984—1985).

## Выставки
- 1956 г. Персональная выставка. Ташкент.
- 1957 г. Республиканская выставка «Советская Россия». Москва.
- 1957 г. Молодёжная выставка «VI Всесоюзный фестиваль молодёжи». Ташкент.
- 1957 г. 3-я республиканская выставка произведений художников, посвященная 40-летию Октябрьской революции. Ташкент.
- 1958 г. Выставка маринистов. Ташкент.
- 1962 г. Персональная выставка. Омск.
- 1964 г. Всесоюзная выставка «Расцветай, земля колхозная», посвященная целине. Москва, Алма-Ата, Целиноград.
- 1964 г. I зональная художественная тематическая выставка «Сибирь социалистическая». Новосибирск.
- 1965 г. Передвижная выставка художников Сибири.
- 1965 г. Зональная выставка «Художники Сибири». Новосибирск.
- 1966 г. Выставка произведений художников Сибири и Дальнего Востока. Москва, Тюмень.
- 1967 г. Республиканская выставка «Советская Россия». Москва.
- 1967 — II зональная выставка «Сибирь социалистическая», посвященная 50-летию Советской власти. Омск.
- 1968 г. Областная выставка «Художники-Октябрю». Дом художника. Омск.
- 1969 г. III зональная выставка «Сибирь социалистическая» (к 100-летию со дня рождения В. И. Ленина). Красноярск.
- 1970 г. 3-я республиканская выставка «Советская Россия». Москва.
- 1971 г. Выставка, посвященная 100-летию со дня рождения В. И. Ленина. Выставка художников Омска. Омск.
- 1971 г. Республиканская выставка художников Урала, Сибири и Дальнего Востока. Москва.
- 1973 г. Юбилейная выставка, посвященная 40-летию Омской организации СХ и ХПМ. Дом художника. Омск.
- 1974 г. Художники Омска. Кукуйцев В. В., Третьяков Н. Я., Черепанов Р. Ф., Г. А. Штабнов. Москва, Таллин, Ленинград.
- 1975 г. IV-я зональная выставка «Сибирь социалистическая». Томск.
- 1975 г. Зарубежная выставка омских художников в ВНР. Будапешт.
- 1976 г. Персональная выставка. Дом художника. Омск.
- 1977 г. Выставка «Советская Россия». Москва.
- 1978 г. Художники Омска. Кукуйцев В. В., Третьяков Н. Я., Черепанов Р. Ф., Г. А. Штабнов. Красноярск, Омск.
- 1979 г. Передвижная выставка омских художников по районам Омской области, посвященная 25-летию освоения целинных и залежных земель. Русская Поляна, Павлоградка, Одесское.
- 1980 г. V-я зональная выставка «Сибирь социалистическая». Барнаул.
- 1982/83 г. Областная выставка «Омская земля». Дом художника. Омск.
- 1983 г. Выставка произведений советской живописи. ООМИИ. Омск.
- 1983/84 г. Областная выставка «Омская земля». Москва, Ленинград.
- 1984 г-1985 гг. Выставка «Хлеб омской земли», посвященная 30-летию освоения целины.
- 1984 г. Выставка, посвященная 60-летию ООМИИ. Дом художника. Омск.
- 1985 г. Областная выставка, посвященная 40-летию Победы над Германией, «Омичи в труде и бою». Омск.
- 1985 г. VI-я зональная выставка «Сибирь социалистическая». Кемерово.
- 1985 г. Выставка «Нам нужен мир!». ООМИИ. Омск.
- 1986 г. Выставка омских художников в ЦДРИ. Москва.
- 1986. Юбилейная персональная выставка. Омск.
- 1989 г. Персональная выставка «Каменная летопись Руси». ООМИИ, ОГИК музей.Омск.
- 1996 г. Персональная выставка «Старый Омск». Творчество Р. Ф. Черепанова. ООМИИ им. М. А. Врубеля. Омск.
- 1999 г. Персональная выставка. Выставочный зал ОмГПУ. Омск.
- 1999 г. Пасхальная выставка из фондов ОГИК музея. ОГИК музей. Омск.
- 1999 г. Выставка «Искусство XX века». ООМИИ им. М. А. Врубеля. Омск.
- 2000 г. Персональная выставка. ООМИИ им. М. А. Врубеля. Омск.
- 2000 г. Персональная выставка. Юридическая Академия. Омск.
- 2000 г. Выставка омских художников из коллекции Омскпромстройбанка. ООМИИ им. М. А. Врубеля. Омск.
- 2000 г. Выставка «К. Белов и художники его времени». Дом художника. Омск.
- 2001 г. Персональная выставка. ГОХМ «Либеров-центр». Омск.
- 2002 г. Выставка «Омский Союз художников в контрастах эпохи». К 70-летию образования Омской организации СХ России. ООМИИ им. М. А. Врубеля. Омск.
- 2004 г. Персональная выставка «Пасхальный перезвон». Государственный областной художественный музей «Либеров-центр». Омск.
- 2008 г. «Сибирь: собирательный образ» Выставка работ современных художников Сибири. Дом художника. Омск.
- 2009 г."По святым местам". ГОХМ «Либеров-центр». Омск.

## Произведения в городском пространстве
Монументальные росписи «Север» и «Город Омск». Ресторан «Маяк» (1973-74); Монументальное панно для перехода у Дворца пионеров г. Омска. Керамическая роспись по рисункам омских школьников (1977-78).

## Основные произведения
«Элеватор». 1960. картон, масло; 
«Староладожский монастырь». 1970, картон, масло, темпера. Омск. ООМИИ им. Врубеля;
«Ермак», 1981, холст, масло. Омск. Музыкальный театр;
«Все для фронта, все для победы», 1985, холст, масло, 66х160 Омск. Музей Завода Октябрьской революции.
Работы Черепанова находятся в музеях Брянска, Красноярска, Владивостока, Омска, а также Узбекистана.